# Temporada 2002-03 de la NBA Development League
La Temporada 2002-03 de la NBA Development League fue la segunda temporada de la NBA D-League, la liga de desarrollo de la NBA. Tomaron parte 8 equipos encuadrados en un único grupo, disputando una fase regular de 50 partidos cada uno. Los campeones fueron los Mobile Revelers, que derrotaron en las Finales a los Fayetteville Patriots.

## Equipos participantes
- Asheville Altitude
- Columbus Riverdragons
- Fayetteville Patriots
- Greenville Groove
- Huntsville Flight
- Mobile Revelers
- North Charleston Lowgators
- Roanoke Dazzle

## Temporada regular
| Equipo                     | G  | P  | % Vict. | PV |
| -------------------------- | -- | -- | ------- | -- |
| Fayetteville Patriots      | 32 | 18 | .640    | -- |
| North Charleston Lowgators | 26 | 24 | .520    | 6  |
| Mobile Revelers            | 26 | 24 | .520    | 6  |
| Roanoke Dazzle             | 26 | 24 | .520    | 6  |
| Asheville Altitude         | 23 | 27 | .460    | 9  |
| Columbus Riverdragons      | 23 | 27 | .460    | 9  |
| Greenville Groove          | 22 | 28 | .440    | 10 |
| Huntsville Flight          | 22 | 28 | .440    | 10 |

## Playoffs
|  | Semifinales (Mejor de 3) | Semifinales (Mejor de 3) | Semifinales (Mejor de 3) |   |   | Final de la NBDL (Mejor de 3) | Final de la NBDL (Mejor de 3) | Final de la NBDL (Mejor de 3) |
|  |                          |                          |                          |   |   |                               |                               |                               |
|  | 1                        | Fayetteville             | 2                        |   |   |                               |                               |                               |
|  | 4                        | Roanoke                  | 0                        |   |   |                               |                               |                               |
|  |                          |                          |                          |   | 3 | Mobile                        | 2                             |                               |
|  |                          | 1                        | Fayetteville             | 1 |   |                               |                               |                               |
|  | 3                        | Mobile                   | 2                        |   |   |                               |                               |                               |
|  | 2                        | North Charleston         | 0                        |   |   |                               |                               |                               |

## Premios de la NBDL

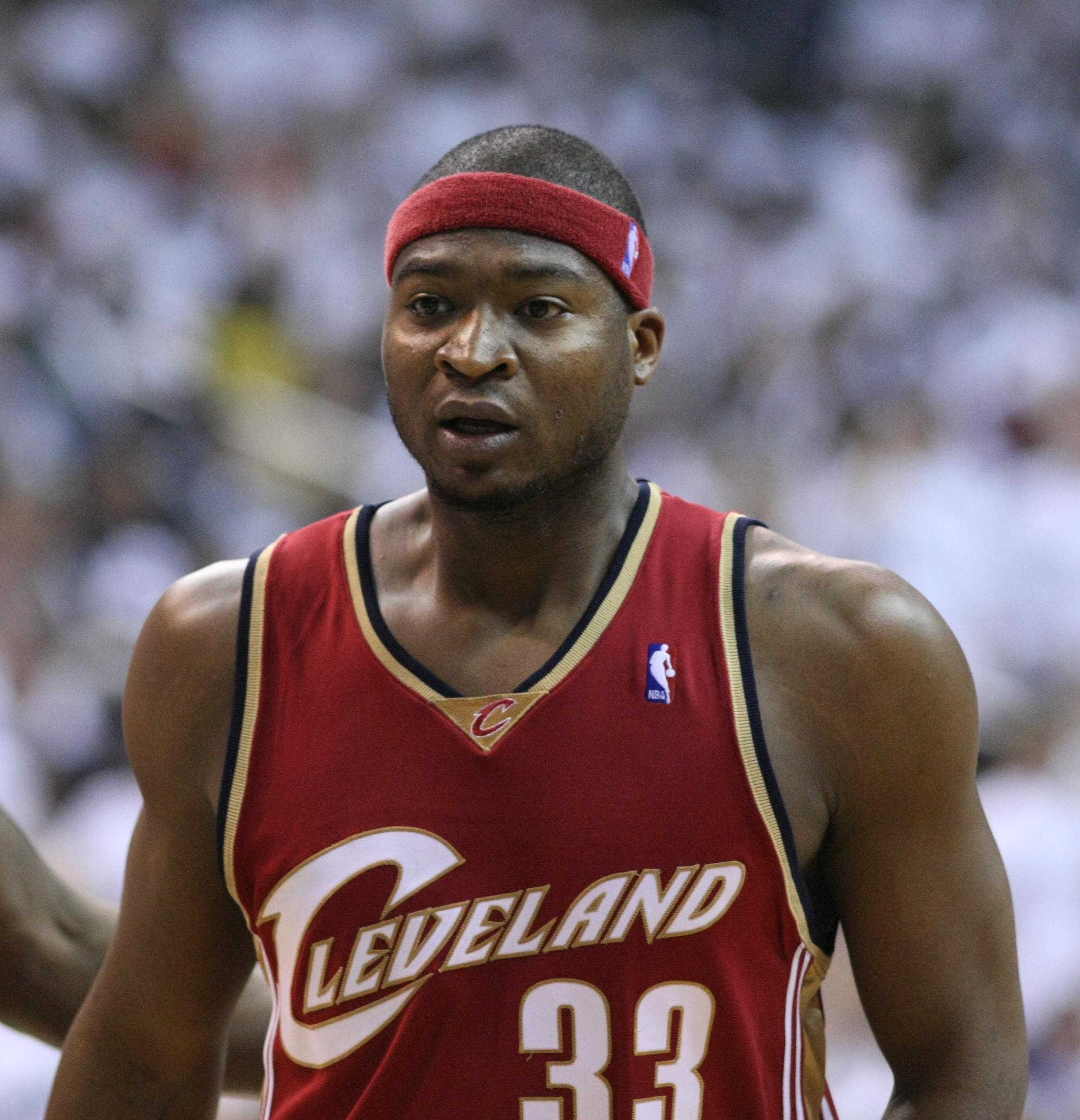
Devin Brown, MVP y rookie del año.

- MVP de la temporada: Devin Brown, Fayetteville Patriots
- Rookie del Año: Devin Brown, Fayetteville Patriots
- Mejor Defensor: Mikki Moore, Roanoke Dazzle
- Mejor quinteto de la temporada
  - Devin Brown, Fayetteville Patriots
  - Tierre Brown, North Charleston Lowgators
  - Tang Hamilton, Columbus Riverdragons
  - Mikki Moore, Roanoke Dazzle
  - Jeff Trepagnier, Asheville Altitude
- 2º mejor quinteto de la temporada
  - Cory Alexander, Roanoke Dazzle
  - Ernest Brown, Mobile Revelers
  - Derek Hood, Mobile Revelers
  - Nate Johnson, Columbus Riverdragons
  - Sedric Webber, North Charleston Lowgators

## Llamadas de equipos de la NBA

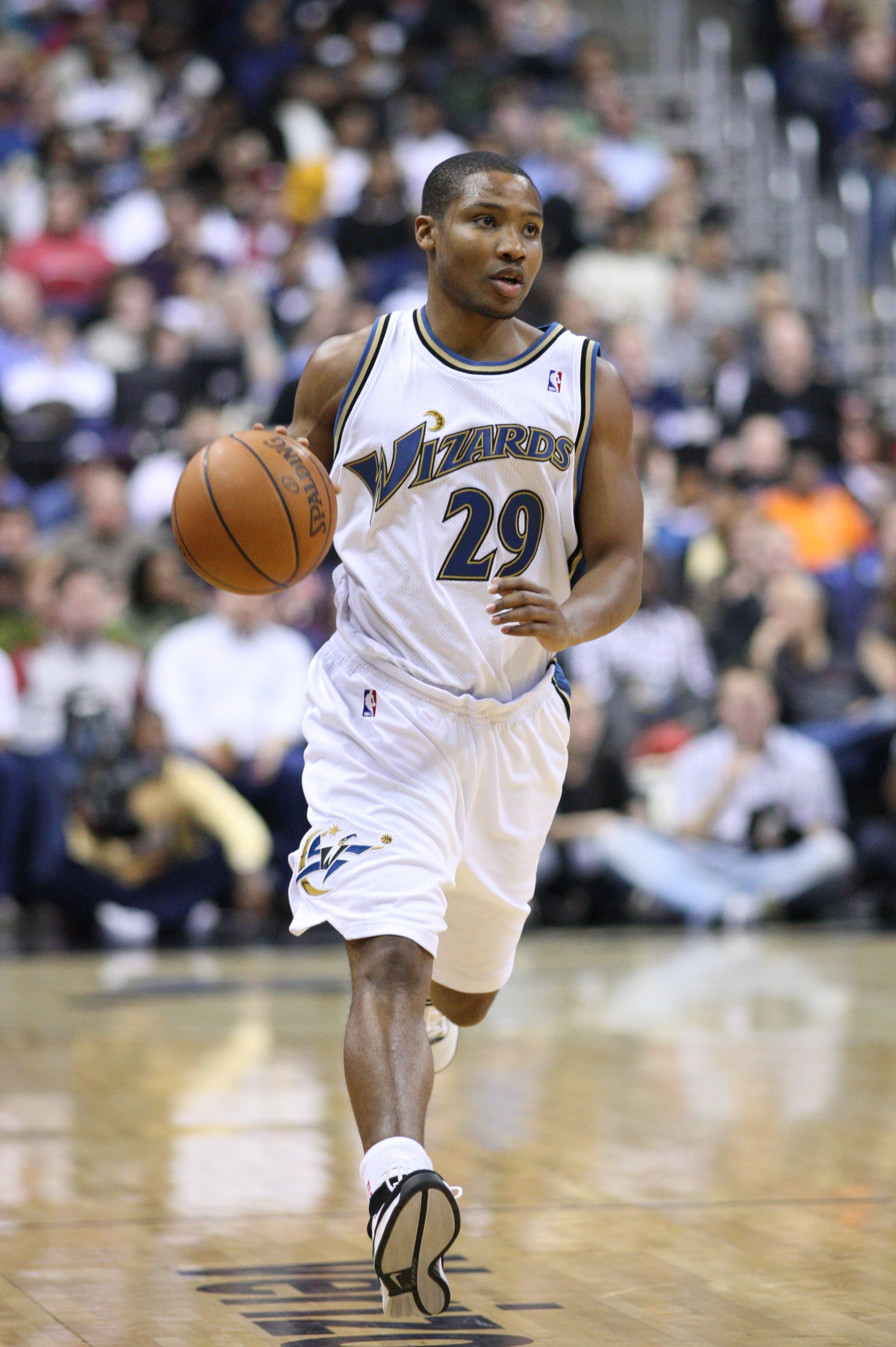
Mike Wilks.

Durante la temporada, 10 jugadores fueron requeridos por sus equipos afiliados de la NBA en 14 ocasiones para formar parte de sus plantillas:
| Jugador          | Equipo NBA D-League        | Equipo(s) NBA                        |
| ---------------- | -------------------------- | ------------------------------------ |
| Devin Brown      | Fayetteville Patriots      | San Antonio Spurs/Denver Nuggets     |
| Mike Wilks       | Huntsville Flight          | Atlanta Hawks/Minnesota Timberwolves |
| Bobby Simmons    | Mobile Revelers            | Washington Wizards                   |
| Mikki Moore      | Roanoke Dazzle             | Boston Celtics/Atlanta Hawks         |
| Rafer Alston     | Mobile Revelers            | Toronto Raptors                      |
| Damone Brown     | North Charleston Lowgators | Toronto Raptors                      |
| Corey Benjamin   | North Charleston Lowgators | Atlanta Hawks                        |
| Brandon Williams | Huntsville Flight          | Atlanta Hawks                        |
| Tierre Brown     | North Charleston Lowgators | Cleveland Cavaliers (2 veces)        |
| Jeff Trepagnier  | Asheville Altitude         | Denver Nuggets                       |